# Callistethus tondanoensis
Callistethus tondanoensis är en skalbaggsart som beskrevs av Yuiti Wada 2002. Callistethus tondanoensis ingår i släktet Callistethus och familjen Rutelidae. Inga underarter finns listade.